# Indo-Pacyfik

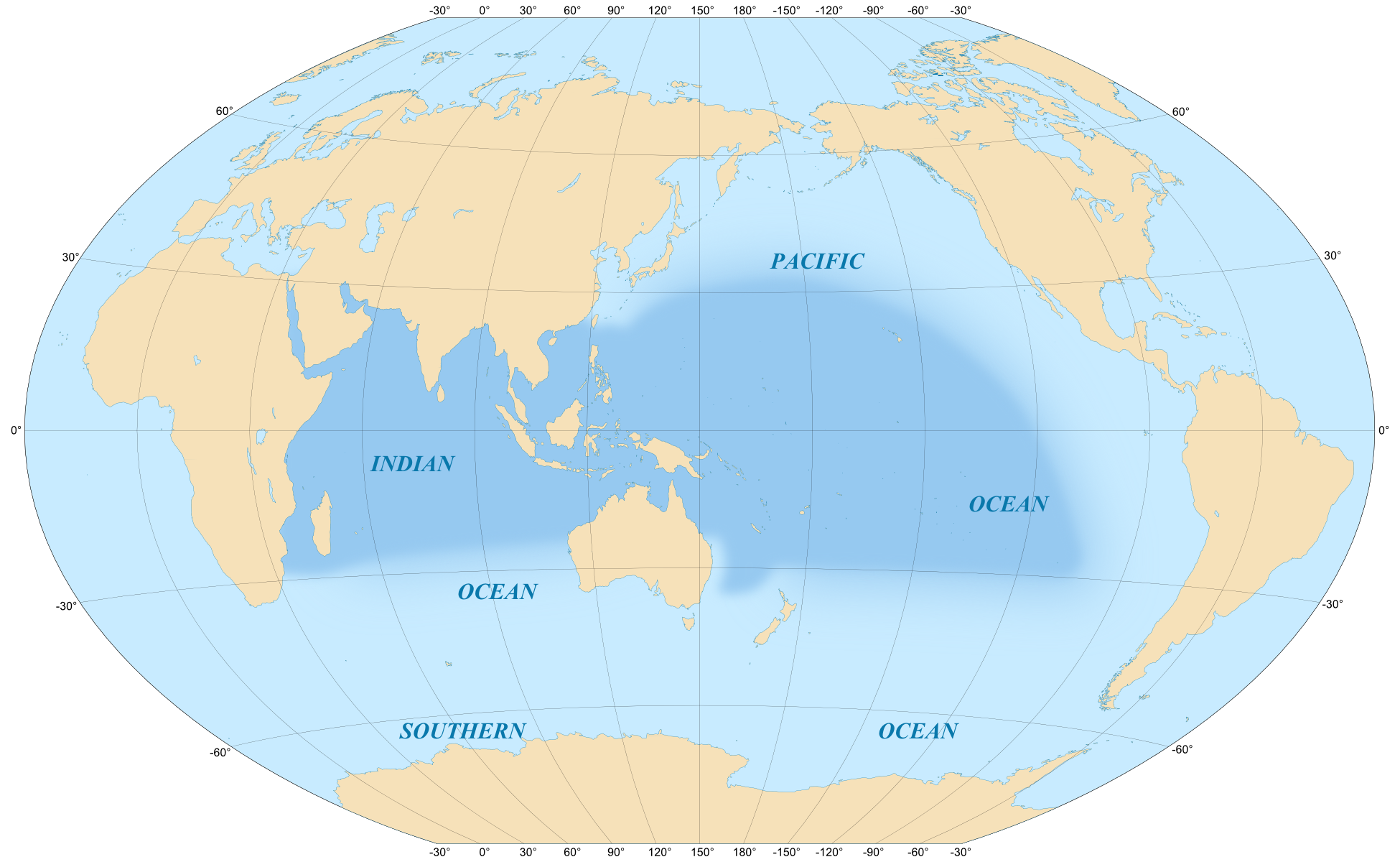
Obszar zasięgu Indo-Pacyfiku

Indo-Pacyfik – region biogeograficzny wód morskich obejmujący tropikalne wody Oceanu Indyjskiego i zachodnio-środkową część Pacyfiku. Obszar ten swym zasięgiem nie obejmuje strefy wód umiarkowanych oraz zimnych polarnych. Rozciąga się od wschodnich wybrzeży Afryki po Oceanię.

## Terminologia
Nazwa Indo-Pacyfik została użyta po raz pierwszy w roku 2007, od 2011 jest używana w dyskusjach geopolitycznych i strategicznych.

## Biocenoza
Indo-Pacyfik jest terminem przydatnym w biologii i zoologii dla określenia obszaru przestrzennego rozmieszczenia występowania żyjących na Ziemi roślin (fitogeografia) i zwierząt (zoogeografia) oraz całych biocenoz.
Na obszarze Indo-Pacyfiku spotkać można bardzo duży ekosystem współtworzony przez wiele gatunków zwierząt i roślin. W wodach tego regionu występuje ok. 3000 gatunków ryb i ponad 500 gatunków koralowców. W porównaniu do obszaru zachodniego Atlantyku jest znacznie bardziej zróżnicowany gatunkowo (3000/1200  i 500/50).

## Podział na strefy
Zachodni Indo-Pacyfik
Swym zasięgiem obejmuje zachodnią i centralną część Oceanu Indyjskiego, od Morza Czerwonego i wschodniego wybrzeża Afryki obejmuje obszary wokół Madagaskaru, Komorów, Seszeli, Maskarenów, a także Zatokę Adeńską, Zatokę Perską, Morze Arabskie, Malediwy po Zatokę Bengalską, Archipelag Czagos i Morze Andamańskie.
Centralny Indo-Pacyfik
Rozciąga się na morza i cieśniny otaczające Archipelag Malajski (z wyłączeniem północnych-zachodnich obszarów morskich należących już do zachodniego Indo-Pacyfiku). Obejmuje również Morze Południowochińskie, Morze Filipińskie, północne wybrzeże Australii, morza wokół Nowej Gwinei, Mikronezji, Nowej Kaledonii, Wyspy Salomona, Vanuatu, Fidżi i Tonga.
Wschodni Indo-Pacyfik
Obejmuje wulkaniczne wyspy w centralnej części Oceanu Spokojnego na obszarze od Wysp Marshalla i obszar środkowo-południowej Polinezji po Wyspę Wielkanocną i Hawaje.